# NGC 7631
NGC 7631 este o galaxie spirală situată în constelația Pegas. A fost descoperită în 30 august 1851 de către William Parsons, 3rd Earl of Rosse⁠(d). Se află la o distanță de 53,46 de megaparseci de Pământ.